# Harald Brattbakk
Harald Martin Brattbakk (Trondheim, 1 februari 1971) is een voormalig Noors betaald voetballer die speelde als aanvaller gedurende zijn carrière. Hij beëindigde zijn loopbaan in 2005 bij de Noorse club FK Bodø/Glimt na eerder onder meer voor Rosenborg BK te hebben gespeeld.

## Interlandcarrière
Onder leiding van bondscoach Egil "Drillo" Olsen maakte Brattbakk zijn debuut voor het Noors voetbalelftal op 6 februari 1995 in het oefenduel tegen Estland (3-0), net als doelman Frode Olsen. Hij trof tweemaal doel tijdens zijn debuut. Brattbakk speelde in totaal zeventien interlands en scoorde vijf keer voor zijn vaderland.
| Interlanddoelpunten | Interlanddoelpunten | Interlanddoelpunten | Interlanddoelpunten   | Interlanddoelpunten | Interlanddoelpunten | Interlanddoelpunten | Interlanddoelpunten |
| №                   | Datum               | Locatie             | Wedstrijd             | Goal                | Score               | Uitslag             | Competitie          |
| ------------------- | ------------------- | ------------------- | --------------------- | ------------------- | ------------------- | ------------------- | ------------------- |
| 1                   | 6 februari 1995     | Larnaca             | Noorwegen – Estland   | 48'                 | 3 – 0               | 7 – 0               | Oefeninterland      |
| 2                   | 6 februari 1995     | Larnaca             | Noorwegen – Estland   | 89'                 | 7 – 0               | 7 – 0               | Oefeninterland      |
| 3                   | 26 april 1995       | Oslo                | Noorwegen – Luxemburg | 24'                 | 3 – 0               | 5 – 0               | EK-kwalificatie     |
| 4                   | 25 januari 2004     | Hongkong            | Noorwegen – Honduras  | 26'                 | 1 – 0               | 3 – 1               | Oefeninterland      |
| 5                   | 28 januari 2004     | Hongkong            | Singapore – Noorwegen | 66'                 | 2 – 4               | 2 – 5               | Oefeninterland      |

## Erelijst
Rosenborg BK
- Landskampioen

1994, 1995, 1996, 1997, 2001, 2002, 2003, 2004
- Topscorer Tippeligaen

1994, 1995, 1996, 2002, 2003
- Beker van Noorwegen

1995, 2003
 Celtic
- Scottish Premier League

1998
 FC Kopenhagen
- Landskampioen

2001